# تپه‌ای که از آن بالا می‌رویم
«تپه‌ای که از آن بالا می‌رویم» (انگلیسی: The Hill We Climb) شعری گفتاری اثر آماندا گورمن، شاعر آمریکایی است. گورمن این شعر را در مراسم تحلیف جو بایدن که در ۲۰ ژانویهٔ ۲۰۲۱، در واشینگتن، دی.سی. برگزار شد، قرائت کرد. او متن این شعر را در هفته‌های پس از انتخابات ریاست‌جمهوری ایالات متحده، به‌ویژه در شب ۶ ژانویهٔ ۲۰۲۱، در واکنش به یورش به کاخ کنگره نوشت. گورمن در ۲۲ سالگی این شعر را خواند و به این ترتیب، به جوان‌ترین شاعری تبدیل شد که در مراسم تحلیف اجرا داشته‌است.
این شعر برای دعوت مردم آمریکا به «اتحاد و همکاری و همبستگی» سروده شده‌است. «تپه‌ای که از آن بالا می‌رویم» به‌خاطر پیام، جمله‌بندی و شیوهٔ بیان آن مورد تحسین قرار گرفت. نقادان عموماً قرائت گورمن را یکی از نکات برجستهٔ مراسم تحلیف می‌دانستند. بسیاری احساس می‌کردند که این شعر نشان‌دهندهٔ دعوتی برای اتحاد است و پیام آن پس از مراسم نیز باقی خواهد ماند. گورمن پس از قرائت این شعر و دو کتابش که بعدها در صدر فهرست پرفروش‌ها قرار گرفت، توجه زیادی را به‌ویژه در رسانه‌های اجتماعی به خود جلب کرد. نقادان بر سر ویژگی‌های مترجم شایسته برای ترجمهٔ این شعر اختلاف‌نظر داشتند و این مسئله باعث شد تا برخی از مترجمان از ترجمهٔ این اثر منصرف یا برکنار شوند.

## زمینه و نگارش

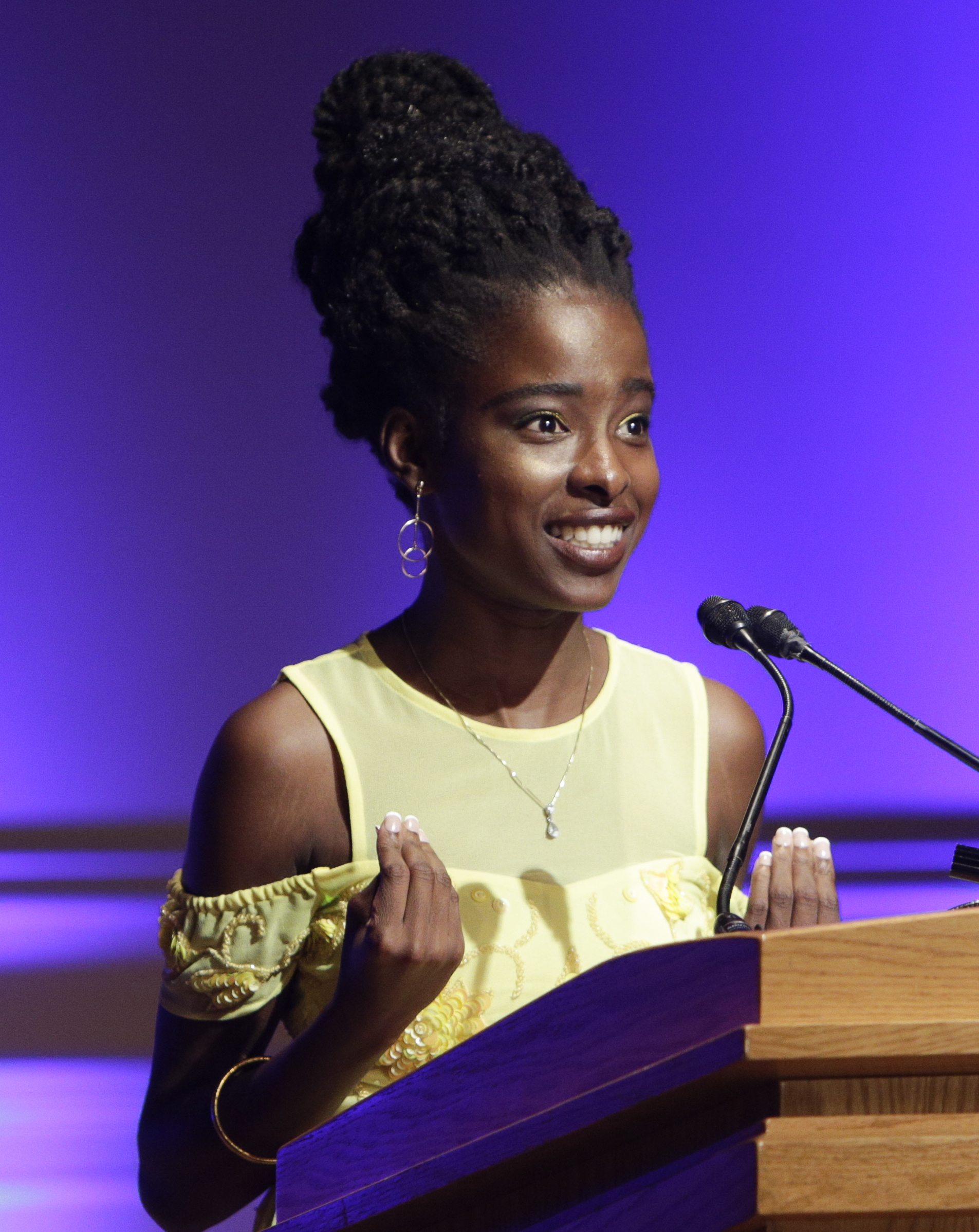
گورمن در سال ۲۰۱۷

آماندا گورمن، شاعر آمریکایی است که در ۷ مارس ۱۹۹۸ در لس آنجلس به دنیا آمد. او در سال ۲۰۱۷، در نوزده سالگی به‌عنوان نخستین ملک‌الشعرای جوان ایالات متحده معرفی شد. در ۱۴ ژانویهٔ ۲۰۲۱، کمیتهٔ تحلیف، مجری برگزاری مراسم تحلیف جو بایدن در واشینگتن، دی.سی. اعلام کرد که قرار است گورمن در مراسم ۲۰ ژانویه شعرخوانی کند. به‌گفتهٔ گورمن، او نگارش این شعر را با مرور اشعار مراسم‌های قبلی آغاز کرد که برای مثال، شامل آثاری از رابرت فراست و مایا آنجلو بود. او به بررسی سخنرانی‌های شناخته‌شده از آبراهام لینکلن، فردریک داگلاس، مارتین لوتر کینگ جونیور و وینستون چرچیل نیز پرداخت. گورمن همچنین با ریچارد بلانکو، شعرخوان دومین تحلیف اوباما و الیزابت الکساندر، شعرخوان نخستین تحلیف اوباما گفت‌وگو کرد.
در دسامبر ۲۰۲۰، جیل بایدن، همسر جو بایدن، از گورمن خواست تا شعری را برای مراسم تحلیف آماده کند. او در ۳۰ دسامبر ۲۰۲۰ مطلع شد که به‌عنوان شاعر این مراسم انتخاب شده‌است. گورمن باید شعری می‌نوشت که به مضمون کلی مراسم، یعنی «آمریکای متحد» می‌پرداخت. او هر روز، چند سطر از شعر را می‌نوشت و در گفت‌وگو با نیویورک تایمز گفت که در زمان نگارش تلاش می‌کرد تا شعر را کامل کند و از طرفی هم نگران میزان کفایت آن بود.
دونالد ترامپ نامزد حزب جمهوی‌خواه در انتخابات ریاست‌جمهوری سال ۲۰۲۰ بود. او پس از شکست، طی توییت‌ها و سخنرانی‌هایی از هوادارنش خواست تا در واکنش به نتیجهٔ انتخابات، در تجمع‌های اعتراض‌آمیز شرکت کنند. در ۶ ژانویهٔ ۲۰۲۱، همزمان با برگزاری نشست مشترک کنگره برای شمارش آرای الکترالِ نامزدهای ریاست‌جمهوری، گروهی از هوادارن ترامپ حصار امنیتی را شکستند و وارد ساختمان کنگره شدند. زمانی که رویداد یورش به کاخ کنگره ایالات متحده رخ داد، گورمن هنوز نگارش این شعر را تمام نکرده بود. او در مصاحبه‌ای با سی‌بی‌اس نیوز گفت که آن یورش باعث شد تا «تپه‌ای که از آن بالا می‌رویم» بتواند خلق شود و از این رویداد در متن شعر سخن گفته‌است. گورمن نگارش شعر را در شب ۶ ژانویهٔ ۲۰۲۱ به پایان رساند.
گورمن که در کودکی دچار اختلال گفتاری بود، در ۲۲ سالگی این شعر را قرائت کرد و به جوان‌ترین شاعری تبدیل شد که در مراسم تحلیف ریاست‌جمهوری شعرخوانی کرده‌است. او پیش از اجرا، به‌طور مکرر متن شعر را برای قرائت تمرین می‌کرد. او گفت که به‌دنبال فرصتی بوده‌است تا با استفاده از این شعر بتواند دیگران را به «اتحاد و همکاری و همبستگی» دعوت کند.

## محتوا
روزش که برسد، بدون بیمی در دل سایهٔ شعله‌ها بیرون می‌آییم. طلوع تازه‌ای که از بند رهایش می‌کنیم، خواهد درخشید. چراکه همیشه آنجاست و می‌درخشد. فقط اگر به خود جسارت دیدن دهیم. فقط اگر به خود جسارت بودن دهیم.

آماندا گورمن، «تپه‌ای که از آن بالا می‌رویم»
حدود پنج دقیقه طول کشید تا گورمن این شعر ۷۲۳ کلمه‌ای را در مراسم تحلیف جو بایدن بخواند. شعر با این سطر آغاز می‌شود: «وقتی روز فرا می‌رسد، از خود می‌پرسیم در این سایهٔ بی‌پایان، نور را چگونه بیابیم؟» و گورمن رویداد یورش به کاخ کنگره را به‌عنوان «ما نیرویی را دیده‌ایم که می‌تواند ملت ما را متلاشی کند» توصیف می‌کند و بلافاصله می‌گوید که «دموکراسی نیز می‌تواند دچار وقفه شود اما برای همیشه شکست نخواهد خورد.» او همچنین درمورد میراثش، از نسل بردگان و رؤیاهایش برای آینده سخن گفت. وی آمریکا را کشوری توصیف کرد که «چهره‌اش کبود، اما هنوز کامل است» و به خسارات آن اشاره کرد اما با این حال، فرصتی برای آشتی را نیز فراهم کرد. گورمن در این شعر از واج‌آرایی و «کلام قصار حاوی قوت قلب» کمک گرفته‌است.
این شعر دارای ارجاعات متعددی به موزیکالِ همیلتون است. پس از برگزاری مراسم تحلیف، گورمن در پاسخ، به ستایش از لین-منوئل میرندا، نمایشنامه‌نویس همیلتون پرداخت و توضیح داد که شعرش شامل اشاره‌هایی به این تئاتر موزیکال است. هیلل ایتالی، خبرنگار آسوشیتد پرس نوشت که «تاریخ چشمانش به ماست» یکی از این ارجاعات است که می‌تواند پژواکی از «تاریخ چشمانش به توست» در این تئاتر باشد. «همه باید در زیر درخت انگور و انجیر خود بنشینند و هیچ‌کس نباید دیگری را بترساند» نقل‌قولی از کتاب مقدس است که در یکی از ترانه‌های همیلتون نیز به کار رفته‌است. همچنین عنوان این شعر شباهت زیادی به گفتار معروف جان وینتروپ دارد که «شهر روی تپه» به «تپه‌ای که از آن بالا می‌رویم» تبدیل شده‌است.

## بازخورد
این شعر به‌طور گسترده از سوی چهره‌هایی همچون لین-منوئل میرندا، اپرا وینفری، هیلاری کلینتون، استیسی ایبرامز، میشل اوباما و باراک اوباما تحسین شد. نقادان عموماً نظر خوبی نسبت به این شعر داشتند و خاطرنشان کردند که احتمالاً پس از مراسم تحلیف نیز قابل‌توجه خواهد ماند. سی‌ان‌ان و بالتیمور سان از این شعر به‌عنوان رویدادی مهم در مراسم تحلیف یاد کردند و پیام‌های گورمن مبنی بر اتحاد، تأمل در گذشته و امید به آینده را ستودند. برخی از نقادان مانند دیوید ام. شریبمن، جینی آسترهلد و کامیلا داماناسکی نیز به شباهت‌ها میان شعر گورمن و آثار دیگر شاعران مراسم تحلیف، همچون فراست و بلانکو اشاره کردند.
در حالی که آدام گابات، یکی از نقادان گاردین، «تپه‌ای که از آن بالا می‌رویم» را کارِ استادانهٔ گورمن دانست، جولی بیکاویچ در وال‌استریت جورنال لفظ «چرخش ستاره‌ای» را برای توصیف این شعر به کار برد و همچنین گریزی به میزان رشد دنبال‌کنندگان گورمن در توییتر زد. به‌گفتهٔ بیکاویچ، شعرخوانی گورمن در مراسم تحلیف موجب شد تا نرخ رشد دنبال‌کنندگان جدید وی در این شبکهٔ اجتماعی، بیشتر از جو بایدن، رئیس‌جمهور جدید ایالات متحده باشد. جینی آسترهلد در بوستون گلوب از این شعر به‌عنوان «شعری همیشه معنوی» و «شعری برای ما» یاد کرد. او خاطرنشان کرد که پیام گورمن می‌تواند دربارهٔ هر دختر آفریقایی-آمریکایی باشد که رؤیایی دارد و توجه‌ها را به کامالا هریس جلب کرد. آسترهلد همچنین شعر و نحوهٔ قرائت را با «در نبض صبحِ» آنجلو که در نخستین مراسم تحلیف بیل کلینتون در سال ۱۹۹۳ خوانده شد، و پیام آن را با «رؤیای معوق» اثر لنگستون هیوز مقایسه کرد. شایلا هریس برای مجلهٔ ابونی می‌نویسد که «تأملات کوبندهٔ او درمورد گذشتهٔ کشور و چشم‌انداز وی برای پیشرفت به‌وسیلهٔ بیانی استادانه زنده شد.» از نظر هریس، گورمن توانست به‌واسطهٔ این اجرا، جایگاه خودش را در بین سنت‌های شفاهی سیاه‌پوستان آمریکا کسب کند.
ویل گمپرتز، نقاد بی‌بی‌سی نیوز، این شعر را در مقام «شعری با ریتم زیبا و پختگی لازم برای یک موقعیت خاص» توصیف کرد که طنینش فراتر از مراسم تحلیف بایدن بود و گورمن را به‌خاطر طرز بیان «زیبایش» تحسین کرد. نقاد آتلانتیک نیز این قرائت را «بی‌عیب‌ونقص» نامید. یکی از نقادان ان‌پی‌آر از نحوهٔ قرائت گورمن، شعر وی و پیام آن تمجید کرد. دوایت گارنر، نقاد بخش نوت‌بوکِ نیویورک تایمز نوشت که گورمن «یک یادآوری تک‌نفره بود که اگر زمستان در اینجا حکم‌فرما است، پس بهار نمی‌تواند خیلی دور باشد» و «چنانچه اجرای او باعث شده‌است تا فکر کنید تزریق خون داشته‌اید، شاید به این خاطر بوده باشد که می‌توانستید آغاز ارتباطی دوباره در آمریکا را میان زندگی فرهنگی و سیاسی احساس کنید.»
لیزل شیلینگر طی مطلبی در گاردین، قرائت این شعر را همانند لحظهٔ تاج‌گذاری گورمن دانست که وی را به «صدای عصر جدید آمریکا» تبدیل می‌کرد و سطرهای پایانی شعر را «فریاد نبرد شاعرانه» نامید. او همچنین خاطرنشان کرد که «حالت و ژست‌های گورمن باعث شد تا به نظر برسد که خارج از زمان ایستاده‌است.» ست پرلو، مدرس زبان انگلیسی در دانشگاه جرج‌تاون، در واشینگتن پست نوشت که گرچه گورمن به «آمریکادوستی» توجه ویژه‌ای کرده اما وجه تمایز شعر، «اجرای پویا و ظریفِ» آن است. از نظر وی، «تپه‌ای که از آن بالا می‌رویم» به خوبیِ «سرود ستایش برای امروز» اثر الکساندر نیست اما قرائت گورمن بهترین قرائت در مراسم تحلیف ریاست‌جمهوری بود.
در کنار نقدهای مثبت، نقادان بازخوردهای منفی را نیز مطرح کردند. ملانی مک‌دونا، روزنامه‌نگار، نقد منفی خود را در اسپکتاتور منتشر کرد. به‌نظر وی، این ارائه در مراسم تحلیف «نمایش را دزدید» و شعر نیز سخت‌فهم و ضعیف نوشته شده بود. ویلیام لوگان، شاعر و نقاد، این شعر را در نیو کرایتریون بررسی کرد. لوگان «تپه‌ای که از آن بالا می‌رویم» را شعری توصیف کرد که از «استعاره‌های پیش‌پاافتاده و ابتذال‌های ملال‌آور» ساخته شده‌است و قافیه‌های آن مانند «صدای جرینگ جرینگ غلات صبحانه» است.

### لباس

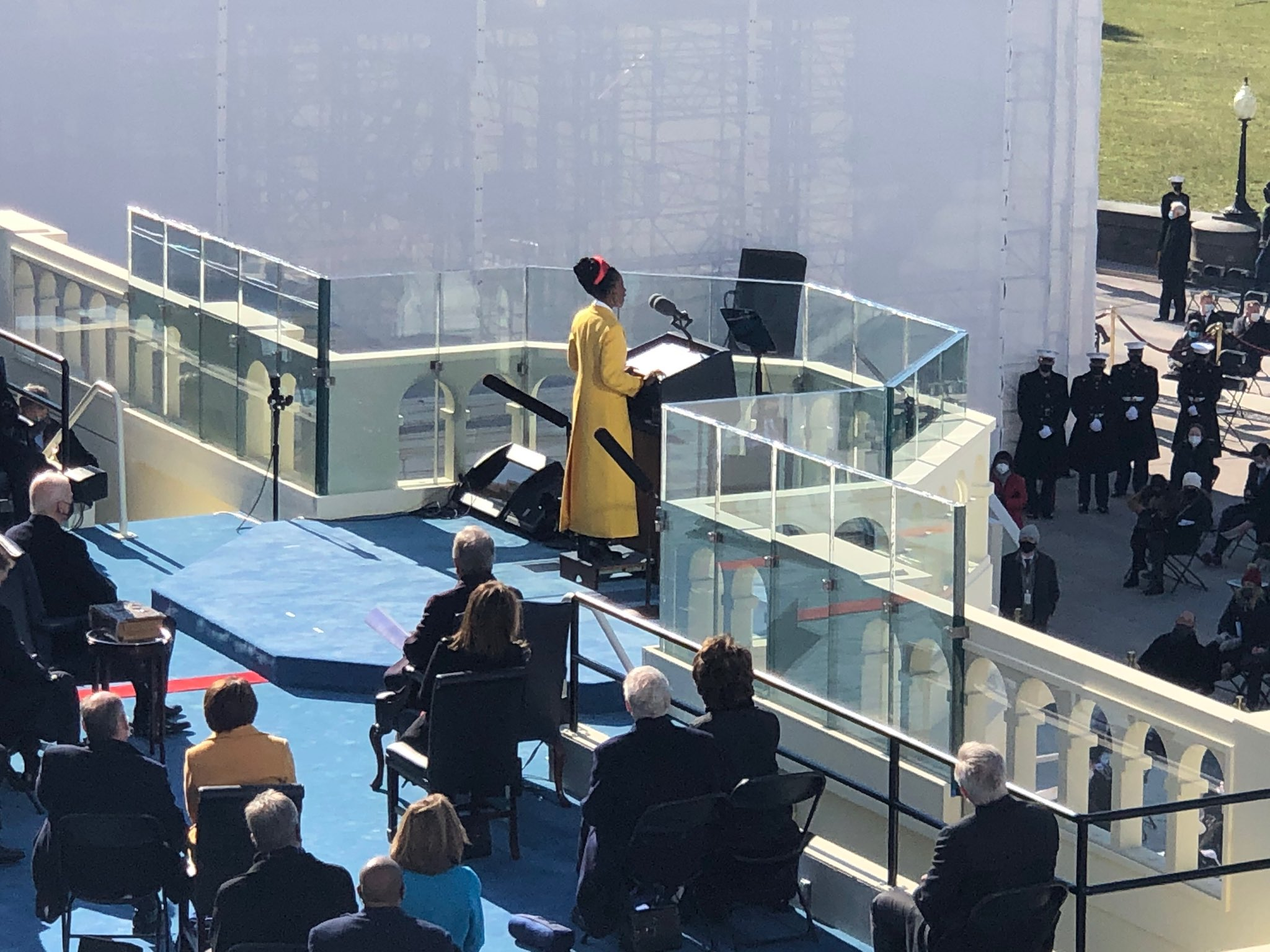
عکسی از گورمن در نمایی دیگر که در حال قرائت این شعر است

خبرنگاران به پوشش گورمن در این مراسم نیز توجه کردند. این شاعر از جواهرات اعطایی وینفری استفاده کرد و میوچا پرادا، طراح کت زرد و سَربَند قرمزرنگ وی بود. گورمن همچنین انگشتری به دست داشت که پرنده‌ای محبوس را نشان می‌داد. او می‌خواست با این انگشتر به بزرگداشت مایا آنجلو بپردازد و به خودزندگی‌نامهٔ می‌دانم چرا پرنده در قفس می‌خواند اشاره داشت.

## انتشار
اندکی پس از برگزاری مراسم تحلیف، پنگوئن یانگ ریدرز از انتشار ۱۵٬۰۰۰ نسخه از این شعر در قالب کتابی با جلد سخت خبر داد که قرار بود انتشار آن از بهار ۲۰۲۱ آغاز شود. این شعر همچنین در نخستین مجموعهٔ شعر منتشرشدهٔ گورمن با عنوان تپه‌ای که از آن بالا می‌رویم گنجانده شد. وایکینگ بوکس فور یانگ ریدرز این مجموعه شعر را در سپتامبر ۲۰۲۱ منتشر کرد. یک روز پس از مراسم تحلیف، تپه‌ای که از آن بالا می‌رویم و آوازها را تغییر ده، کتاب تصویری گورمن که قرار بود انتشارات وایکینگ آن را در سپتامبر ۲۰۲۱ منتشر کند، دو کتاب چاپی پرفروش آمازون و بارنز اند نوبل شدند.

### بحث بر سر ترجمه
مترجمان بر سر ویژگی‌های مترجم شایستهٔ آثار گورمن اختلاف‌نظر داشتند. بسیاری از نقادان معتقد بودند که فقط یک زن سیاه‌پوست جوان می‌تواند این شعر را به‌درستی ترجمه کند. در مقابل، افرادی هم بودند که استدلال می‌کردند این کار غیرعملی است؛ چون مترجمانی که این مشخصه‌ها را داشته باشند، محدود هستند. آرون رابرتسون، مترجم سیاه‌پوست، به نیویورک تایمز گفت که «این چیزی شبیه لحظه‌ای سرنوشت‌ساز است.»
در مارس ۲۰۲۱، ماریکه لوکاس رینه‌فلت برای ترجمهٔ مجموعهٔ شعر تپه‌ای که از آن بالا می‌رویم به زبان هلندی انتخاب شد. تصمیمی که با نظر مساعد گورمن همراه بود اما زمانی که ناشر هلندی برای انتخاب نکردن مترجم سیاه‌پوست مورد انتقاد قرار گرفت، رینه‌فلت از ترجمهٔ این کتاب کناره‌گیری کرد.
کمی بعدتر، انتشارات یونیورس ویکتور اوبیولز را از کار ترجمهٔ شعر گورمن به زبان کاتالان برکنار کرد. اوبیولز به خبرگزاری فرانسه گفت که این ناشر به‌دنبال شخص دیگری بود که «زن، جوان، کنشگر و ترجیحاً سیاه‌پوست» باشد. او نوشت:
«اگر من نتوانم اثر یک شاعر را ترجمه کنم، به این خاطر که او زن، جوان، سیاه‌پوست و یک آمریکایی قرن بیست و یکمی است، پس هومر را هم نمی‌توانم ترجمه کنم؛ چون یک یونانی قرن هشتم پیش از میلاد نیستم. شکسپیر را هم نمی‌توانم ترجمه کنم؛ چون یک انگلیسی قرن شانزدهمی نیستم.»
کبری گوموشای، هادیا هارونا اولکر و اودا استرتلینگ این شعر را به آلمانی برگرداندند و انتشارات هافمن اونت کمپ آن را منتشر کرد. پیشتر، گوموشای و هارونا اولکر هرگز به‌عنوان مترجم کار نکرده بودند. این ترجمه مورد انتقاد قرار گرفت و روزنامهٔ اتریشی استاندارد آن را «بسیار ناموفق» ارزیابی کرد.

## واژه‌نامه
1. ↑  Spoken word
2. ↑  National Youth Poet Laureate
3. ↑  Inaugural Committee
4. ↑  Richard Blanco
5. ↑  Elizabeth Alexander
6. ↑  Hillel Italie
7. ↑  History Has Its Eyes on You
8. ↑  John Winthrop
9. ↑  The Baltimore Sun
10. ↑  David M. Shribman
11. ↑  Jeneé Osterheldt
12. ↑  Camila Domonoske
13. ↑  Adam Gabbatt
14. ↑  Julie Bykowicz
15. ↑  On the Pulse of Morning
16. ↑  A Dream Deferred
17. ↑  Shayla Harris
18. ↑  Ebony
19. ↑  Will Gompertz
20. ↑  Dwight Garner
21. ↑  Liesl Schillinger
22. ↑  Seth Perlow
23. ↑  Praise Song for the Day
24. ↑  Melanie McDonagh
25. ↑  The Spectator
26. ↑  William Logan
27. ↑  The New Criterion
28. ↑  Penguin Young Readers
29. ↑  The Hill We Climb
30. ↑  Viking Books for Young Readers
31. ↑  Change Sings
32. ↑  Viking
33. ↑  Aaron Robertson
34. ↑  Univers
35. ↑  Víctor Obiols
36. ↑  Kübra Gümüşay
37. ↑  Hadija Haruna-Oelker
38. ↑  Uda Strätling
39. ↑  Hoffmann und Campe
40. ↑  Der Standard